# Theo Bongonda
Theo Bongonda, né le 20 novembre 1995 à Charleroi en Belgique, est un footballeur international congolais qui joue au poste d'attaquant au Spartak Moscou. Il possède également la nationalité belge,.

## Biographie

### En club

#### Zulte Waregem
Né à Charleroi, Bongonda a commencé sa carrière à l'Académie JMG en 2008, à l'âge de 13 ans. En janvier 2013, il a rejoint le SV Zulte Waregem, club de Pro League belge, initialement affecté aux jeunes.
Bongonda a fait ses débuts professionnels le 25 septembre 2013, en tant que titulaire lors d'une victoire 2-1 à l'extérieur contre le KFC VW Hamme, en Coupe de Belgique. Il a fait ses débuts en championnat le 15 décembre, entrant en jeu en deuxième mi-temps lors d'une victoire 3-0 à domicile contre le Lierse SK.
Bongonda a marqué son premier but professionnel le 15 janvier 2014, marquant le premier de son équipe lors d'une défaite 2-3 à l'extérieur contre le Cercle Bruges KSV. Le 20 avril 2014, il marque son premier but en championnat, lors d'une défaite 3-2 à l'extérieur contre le KSC Lokeren.

#### Celta Vigo
Le 9 janvier 2015, Bongonda signe un contrat de quatre ans et demi avec le Celta de Vigo, club de La Liga. Il a fait ses débuts dans la compétition le 26 janvier, en entrant en jeu en fin de match à la place de Nemanja Radoja lors d'une défaite 2-1 à l'extérieur contre le Getafe CF.

#### Trabzonspor
Le 15 juin 2017, Bongonda a rejoint Trabzonspor en prêt d'une saison avec option d'achat. Il a cependant fini par être sur le banc plus que sur le terrain.

#### Zulte Waregem
Lors du mercato hivernal de la saison 2017-2018, Bongonda a rejoint Zulte-Waregem en prêt. Le 4 juillet 2018, il a signé un contrat définitif de quatre ans, jusqu'au 30 juin 2022.

#### Genk
Bongonda a rejoint Genk, à l'été 2019 pour un montant record pour le club.
Bongonda a marqué le but victorieux pour Genk contre le Standard de Liège lors de la finale de la Coupe de Belgique le 25 avril 2021.
Le 23 juillet 2021, Bongonda a marqué le premier but de Genk lors de la saison 2021-2022 de la Pro Leaugue, obtenant un match nul 1-1 contre le  Standard de Liège.

#### Cádiz
Le 26 août 2022, Bongonda retourne en Espagne après avoir signé un contrat de quatre ans avec Cádiz en Liga.

#### Spartak Moscow
En juillet 2023, Bongonda rejoint le club russe du Spartak. Le contrat court jusqu'en 2026. Le Spartak aurait versé 10 millions d'euros à Cadix.

### En sélections nationales

#### Avec la République démocratique du Congo
Bongonda est né en Belgique d'un père congolais et d'une mère belge. En janvier 2022, la FIFA a validé son admissibilité en équipe nationale de la RDC. Il a fait ses débuts en équipe nationale de la RDC lors d'un match amical perdu 1-0 contre Bahreïn le 1er février 2022.
Le 27 décembre 2023, il est retenu dans la liste des vingt-quatre joueurs congolais sélectionnés par Sébastien Desabre pour disputer la Coupe d'Afrique des nations 2023.

## Statistiques

### En club
| Saison                | Club                    | Championnat           | Championnat | Championnat | Championnat | Coupe(s) nationale(s) | Coupe(s) nationale(s) | Coupe(s) nationale(s) | Supercoupe | Supercoupe | Supercoupe | Compétition(s) continentale(s) | Compétition(s) continentale(s) | Compétition(s) continentale(s) | Compétition(s) continentale(s) | Autres compétitions | Autres compétitions | Autres compétitions | Autres compétitions | Total | Total | Total |
| Saison                | Club                    | Division              | M.          | B.          | P.d.        | M.                    | B.                    | P.d.                  | M.         | B.         | P.d.       | Comp.                          | M.                             | B.                             | P.d.                           | Comp.               | M.                  | B.                  | P.d.                | M.    | B.    | P.d.  |
| 2013-2014             | SV Zulte Waregem        | Division 1            | 9           | 0           | 1           | 5                     | 1                     | 0                     | -          | -          | -          | C1+C3                          | -                              | -                              | -                              | PO1                 | 10                  | 1                   | 2                   | 24    | 2     | 3     |
| 2014-2015             | SV Zulte Waregem        | Division 1            | 14          | 3           | 0           | 2                     | 0                     | 0                     | -          | -          | -          | C3                             | 3                              | 0                              | 1                              | PO2                 | -                   | -                   | -                   | 19    | 3     | 1     |
| Sous-total            | Sous-total              | Sous-total            | 23          | 3           | 1           | 7                     | 1                     | 0                     | -          | -          | -          | -                              | 3                              | 0                              | 1                              | -                   | 10                  | 1                   | 2                   | 43    | 5     | 4     |
| 2014-2015             | Celta de Vigo           | Liga                  | 8           | 1           | 1           | 1                     | 0                     | 0                     | -          | -          | -          | -                              | -                              | -                              | -                              | -                   | -                   | -                   | -                   | 9     | 1     | 1     |
| 2015-2016             | Celta de Vigo           | Liga                  | 23          | 2           | 1           | 3                     | 0                     | 1                     | -          | -          | -          | -                              | -                              | -                              | -                              | -                   | -                   | -                   | -                   | 26    | 2     | 2     |
| 2016-2017             | Celta de Vigo           | Liga                  | 30          | 1           | 3           | 6                     | 1                     | 2                     | -          | -          | -          | C3                             | 6                              | 0                              | 1                              | -                   | -                   | -                   | -                   | 42    | 2     | 6     |
| Sous-total            | Sous-total              | Sous-total            | 61          | 4           | 5           | 10                    | 1                     | 3                     | -          | -          | -          | -                              | 6                              | 0                              | 1                              | -                   | -                   | -                   | -                   | 77    | 5     | 9     |
| 2017-2018             | Trabzonspor (prêt)      | Süper Lig             | 3           | 0           | 0           | 3                     | 2                     | 0                     | -          | -          | -          | -                              | -                              | -                              | -                              | -                   | -                   | -                   | -                   | 6     | 2     | 0     |
| 2017-2018             | SV Zulte Waregem (prêt) | Division 1A           | 4           | 0           | 3           | -                     | -                     | -                     | -          | -          | -          | C3                             | -                              | -                              | -                              | PO2+BE              | 7+2                 | 5+0                 | 1+0                 | 13    | 5     | 4     |
| 2018-2019             | SV Zulte Waregem        | Division 1A           | 28          | 8           | 10          | 2                     | 0                     | 1                     | -          | -          | -          | -                              | -                              | -                              | -                              | PO2                 | 9                   | 6                   | 3                   | 39    | 14    | 14    |
| Sous-total            | Sous-total              | Sous-total            | 32          | 8           | 13          | 2                     | 0                     | 1                     | -          | -          | -          | -                              | -                              | -                              | -                              | -                   | 18                  | 11                  | 4                   | 52    | 19    | 18    |
| 2019-2020             | KRC Genk                | Division 1A           | 22          | 5           | 4           | 1                     | 0                     | 0                     | -          | -          | -          | C1                             | 6                              | 0                              | 1                              | -                   | -                   | -                   | -                   | 29    | 5     | 5     |
| 2020-2021             | KRC Genk                | Division 1A           | 29          | 14          | 6           | 4                     | 2                     | 1                     | -          | -          | -          | -                              | -                              | -                              | -                              | PO1                 | 6                   | 2                   | 3                   | 39    | 18    | 10    |
| 2021-2022             | KRC Genk                | Division 1A           | 29          | 10          | 3           | 1                     | 0                     | 2                     | 1          | 1          | 0          | C1+C3                          | 2+5                            | 0+0                            | 0+0                            | PO2                 | 5                   | 2                   | 0                   | 43    | 13    | 5     |
| Sous-total            | Sous-total              | Sous-total            | 80          | 29          | 13          | 6                     | 2                     | 3                     | 1          | 1          | 0          | -                              | 13                             | 0                              | 1                              | -                   | 11                  | 4                   | 3                   | 111   | 36    | 20    |
| 2022-2023             | Cádiz CF                | Liga                  | 31          | 4           | 3           | 1                     | 0                     | 0                     | -          | -          | -          | -                              | -                              | -                              | -                              | -                   | -                   | -                   | -                   | 32    | 4     | 3     |
| 2023-2024             | Spartak Moscou          | Premier-Liga          | 25          | 7           | 2           | 10                    | 1                     | 0                     | -          | -          | -          | -                              | -                              | -                              | -                              | -                   | -                   | -                   | -                   | 35    | 8     | 2     |
| 2024-2025             | Spartak Moscou          | Premier-Liga          | 27          | 7           | 3           | 7                     | 1                     | 1                     | -          | -          | -          | -                              | -                              | -                              | -                              | -                   | -                   | -                   | -                   | 34    | 8     | 4     |
| 2025-2026             | Spartak Moscou          | Premier-Liga          | -           | -           | -           | -                     | -                     | -                     | -          | -          | -          | -                              | -                              | -                              | -                              | -                   | -                   | -                   | -                   | 0     | 0     | 0     |
| Sous-total            | Sous-total              | Sous-total            | 52          | 14          | 5           | 17                    | 2                     | 1                     | -          | -          | -          | -                              | -                              | -                              | -                              | -                   | -                   | -                   | -                   | 69    | 16    | 6     |
| Total sur la carrière | Total sur la carrière   | Total sur la carrière | 281         | 62          | 40          | 46                    | 8                     | 8                     | 1          | 1          | 0          | -                              | 22                             | 0                              | 3                              | -                   | 39                  | 16                  | 9                   | 389   | 87    | 60    |

### En sélections nationales
| Saison                | Sélection             | Phases finales        | Phases finales | Phases finales | Phases finales | Éliminatoires CDM | Éliminatoires CDM | Éliminatoires CDM | Éliminatoires CAN | Éliminatoires CAN | Éliminatoires CAN | Matchs amicaux | Matchs amicaux | Matchs amicaux | Total | Total | Total |
| Saison                | Sélection             | Compétition           | M              | B              | Pd             | M                 | B                 | Pd                | M                 | B                 | Pd                | M              | B              | Pd             | M     | B     | Pd    |
| --------------------- | --------------------- | --------------------- | -------------- | -------------- | -------------- | ----------------- | ----------------- | ----------------- | ----------------- | ----------------- | ----------------- | -------------- | -------------- | -------------- | ----- | ----- | ----- |
| 2021-2022             | RD Congo              | -                     | -              | -              | -              | 2                 | 0                 | 0                 | -                 | -                 | -                 | 1              | 0              | 0              | 3     | 0     | 0     |
| 2022-2023             | RD Congo              | -                     | -              | -              | -              | -                 | -                 | -                 | 2                 | 0                 | 0                 | 1              | 1              | 0              | 3     | 1     | 0     |
| 2023-2024             | RD Congo              | CAN 2023              | 6              | 0              | 0              | 4                 | 1                 | 1                 | 1                 | 1                 | 0                 | 4              | 0              | 0              | 15    | 2     | 1     |
| 2024-2025             | RD Congo              | -                     | -              | -              | -              | 1                 | 1                 | 0                 | 5                 | 1                 | 0                 | 1              | 0              | 0              | 7     | 2     | 0     |
| Total sur la carrière | Total sur la carrière | Total sur la carrière | 6              | 0              | 0              | 7                 | 2                 | 1                 | 8                 | 2                 | 0                 | 7              | 1              | 0              | 28    | 5     | 1     |

### Matchs internationaux
| Matchs internationaux de Theo Bongonda, | Matchs internationaux de Theo Bongonda, | Matchs internationaux de Theo Bongonda,                       | Matchs internationaux de Theo Bongonda, | Matchs internationaux de Theo Bongonda, | Matchs internationaux de Theo Bongonda, | Matchs internationaux de Theo Bongonda, | Matchs internationaux de Theo Bongonda,                                  |
| #                                       | Date                                    | Lieu                                                          | Adversaire                              | Résultat                                | Compétition                             | Club                                    | Notes                                                                    |
| --------------------------------------- | --------------------------------------- | ------------------------------------------------------------- | --------------------------------------- | --------------------------------------- | --------------------------------------- | --------------------------------------- | ------------------------------------------------------------------------ |
| 1                                       | 1er février 2022                        | Stade national de Bahreïn, Riffa, Bahreïn                     | Bahreïn                                 | D 0 - 1                                 | Match amical                            | KRC Genk                                | Titulaire, écope d'un carton jaune à la 92e minute de jeu.               |
| 2                                       | 25 mars 2022                            | Stade des Martyrs, Kinshasa, République démocratique du Congo | Maroc                                   | N 1 - 1                                 | Éliminatoires de la Coupe du monde 2022 | KRC Genk                                | Entre en jeu à la place de Yoane Wissa à la 75e minute de jeu.           |
| 3                                       | 29 mars 2022                            | Stade Mohammed-V, Casablanca, Maroc                           | Maroc                                   | D 1 - 4                                 | Éliminatoires de la Coupe du monde 2022 | KRC Genk                                | Entre en jeu à la place de Samuel Bastien à la 77e minute de jeu.        |
| 4                                       | 28 mars 2023                            | Stade Cheikha Ould Boïdiya, Nouakchott, Mauritanie            | Mauritanie                              | V 3 - 0                                 | Éliminatoires de la CAN 2023            | Cádiz CF                                | Titulaire, remplacé par Meschack Elia à la 72e minute de jeu.            |
| 5                                       | 14 juin 2023                            | Stade de la Réunification, Douala, Cameroun                   | Ouganda                                 | V 1 - 0                                 | Match amical                            | Cádiz CF                                | Titulaire et buteur, remplacé par Gaël Kakuta à la 73e minute de jeu.    |
| 6                                       | 18 juin 2023                            | Stade de Franceville, Franceville, Gabon                      | Gabon                                   | V 2 - 0                                 | Éliminatoires de la CAN 2023            | Cádiz CF                                | Titulaire, remplacé par Omenuke Mfulu à la 65e minute de jeu.            |
| 7                                       | 9 septembre 2023                        | Stade des Martyrs, Kinshasa, République démocratique du Congo | Soudan                                  | V 2 - 0                                 | Éliminatoires de la CAN 2023            | Spartak Moscou                          | Titulaire et buteur, remplacé par Omenuke Mfulu à la 90e minute de jeu.  |
| 8                                       | 13 octobre 2023                         | Stade de la Condomina, Murcie, Espagne                        | Nouvelle-Zélande                        | N 1 - 1                                 | Match amical                            | Spartak Moscou                          | Titulaire, remplacé par William Balikwisha à la 59e minute de jeu.       |
| 9                                       | 17 octobre 2023                         | Estádio do Bonfim, Setúbal, Portugal                          | Angola                                  | N 0 - 0                                 | Match amical                            | Spartak Moscou                          | Entre en jeu à la place de Meschack Elia à la 52e minute de jeu.         |
| 10                                      | 15 novembre 2023                        | Stade des Martyrs, Kinshasa, République démocratique du Congo | Mauritanie                              | V 2 - 0                                 | Éliminatoires de la Coupe du monde 2026 | Spartak Moscou                          | Buteur, entre en jeu à la place de Meschack Elia à la 55e minute de jeu. |
| 11                                      | 19 novembre 2023                        | Stade des Martyrs de Février (en), Benina, Libye              | Soudan                                  | D 0 - 1                                 | Éliminatoires de la Coupe du monde 2026 | Spartak Moscou                          | Titulaire, remplacé par Silas Katompa Mvumpa à la 81e minute de jeu.     |
| 12                                      | 6 janvier 2024                          | Stade Al-Rashid, Dubaï, Émirats arabes unis                   | Angola                                  | N 0 - 0                                 | Match amical                            | Spartak Moscou                          | Titulaire, remplacé par Grady Diangana à la 60e minute de jeu.           |
| 13                                      | 10 janvier 2024                         | Baniyas Stadium (en), Abou Dabi, Émirats arabes unis          | Burkina Faso                            | D 1 - 2                                 | Match amical                            | Spartak Moscou                          | Titulaire.                                                               |
| 14                                      | 17 janvier 2024                         | Stade Laurent Pokou, San-Pédro, Côte d'Ivoire                 | Zambie                                  | N 1 - 1                                 | CAN 2023                                | Spartak Moscou                          | Titulaire.                                                               |
| 15                                      | 21 janvier 2024                         | Stade Laurent Pokou, San-Pédro, Côte d'Ivoire                 | Maroc                                   | N 1 - 1                                 | CAN 2023                                | Spartak Moscou                          | Titulaire, remplacé par Meschack Elia à la 52e minute de jeu.            |
| 16                                      | 28 janvier 2024                         | Stade Laurent Pokou, San-Pédro, Côte d'Ivoire                 | Égypte                                  | N 1 - 1 8-7 t.a.b                       | CAN 2023                                | Spartak Moscou                          | Titulaire, écope d'un carton jaune à la 102e minute de jeu.              |
| 17                                      | 2 février 2024                          | Stade Alassane Ouattara, Abidjan, Côte d'Ivoire               | Guinée                                  | V 3 - 1                                 | CAN 2023                                | Spartak Moscou                          | Titulaire, remplacé par Aaron Tshibola à la 84e minute de jeu.           |
| 18                                      | 7 février 2024                          | Stade Alassane Ouattara, Abidjan, Côte d'Ivoire               | Côte d'Ivoire                           | D 0 - 1                                 | CAN 2023                                | Spartak Moscou                          | Entre en jeu à la place de Gaël Kakuta à la 46e minute de jeu.           |
| 19                                      | 10 février 2024                         | Stade Félix-Houphouët-Boigny, Abidjan, Côte d'Ivoire          | Afrique du Sud                          | N 0 - 0 5-6 t.a.b                       | CAN 2023                                | Spartak Moscou                          | Titulaire, remplacé par Meschack Elia à la 33e minute de jeu.            |
| 20                                      | 6 juin 2024                             | Stade Abdoulaye-Wade, Diamniadio, Sénégal                     | Sénégal                                 | N 1 - 1                                 | Éliminatoires de la Coupe du monde 2026 | Spartak Moscou                          | Entre en jeu à la place de Yoane Wissa à la 57e minute de jeu.           |
| 21                                      | 9 juin 2024                             | Stade des Martyrs, Kinshasa, République démocratique du Congo | Togo                                    | V 1 - 0                                 | Éliminatoires de la Coupe du monde 2026 | Spartak Moscou                          | Entre en jeu à la place de Yoane Wissa à la 63e minute de jeu.           |
| 22                                      | 6 septembre 2024                        | Stade des Martyrs, Kinshasa, République démocratique du Congo | Guinée                                  | V 1 - 0                                 | Éliminatoires de la CAN 2025            | Spartak Moscou                          | Titulaire, remplacé par Meschack Elia à la 80e minute de jeu.            |
| 23                                      | 9 septembre 2024                        | Bahir Dar Stadium (en), Baher Dar, Éthiopie                   | Éthiopie                                | V 2 - 0                                 | Éliminatoires de la CAN 2025            | Spartak Moscou                          | Buteur, entre en jeu à la place de Chadrac Akolo à la 32e minute de jeu. |
| 24                                      | 10 octobre 2024                         | Stade des Martyrs, Kinshasa, République démocratique du Congo | Tanzanie                                | V 1 - 0                                 | Éliminatoires de la CAN 2025            | Spartak Moscou                          | Titulaire, remplacé par Joris Kayembe à la 93e minute de jeu.            |
| 25                                      | 15 octobre 2024                         | Stade Benjamin Mkapa, Dar es Salam, Tanzanie                  | Tanzanie                                | V 2 - 0                                 | Éliminatoires de la CAN 2025            | Spartak Moscou                          | Titulaire, remplacé par Nathanaël Mbuku à la 72e minute de jeu.          |
| 26                                      | 16 novembre 2024                        | Stade du 28-Septembre, Conakry, Guinée                        | Guinée                                  | D 0 - 1                                 | Éliminatoires de la CAN 2025            | Spartak Moscou                          | Titulaire, remplacé par Nathanaël Mbuku à la 82e minute de jeu.          |
| 27                                      | 21 mars 2025                            | Stade des Martyrs, Kinshasa, République démocratique du Congo | Soudan du Sud                           | V 1 - 0                                 | Éliminatoires de la Coupe du monde 2026 | Spartak Moscou                          | Titulaire et buteur, remplacé par Grady Diangana à la 61e minute de jeu. |
| 28                                      | 5 juin 2025                             | Stade de la Source, Orléans, France                           | Mali                                    | V 1 - 0                                 | Match amical                            | Spartak Moscou                          | Titulaire, remplacé par Yoane Wissa à la 24e minute de jeu.              |

### Buts internationaux
| Buts internationaux de Theo Bongonda, | Buts internationaux de Theo Bongonda, | Buts internationaux de Theo Bongonda,                         | Buts internationaux de Theo Bongonda, | Buts internationaux de Theo Bongonda, | Buts internationaux de Theo Bongonda,   | Buts internationaux de Theo Bongonda, | Buts internationaux de Theo Bongonda, | Buts internationaux de Theo Bongonda, | Buts internationaux de Theo Bongonda, |
| #                                     | Date                                  | Lieu                                                          | Adversaire                            | Résultat                              | Compétition                             | Détail                                | Détail                                | Détail                                | Cape                                  |
| ------------------------------------- | ------------------------------------- | ------------------------------------------------------------- | ------------------------------------- | ------------------------------------- | --------------------------------------- | ------------------------------------- | ------------------------------------- | ------------------------------------- | ------------------------------------- |
| 1                                     | 14 juin 2023                          | Stade de la Réunification, Douala, Cameroun                   | Ouganda                               | V 1 - 0                               | Match amical                            | 26e (pen.)                            | du pied gauche                        | 1-0                                   | 5e                                    |
| 2                                     | 9 septembre 2023                      | Stade des Martyrs, Kinshasa, République démocratique du Congo | Soudan                                | V 2 - 0                               | Éliminatoires de la CAN 2023            | 8e                                    | du pied gauche                        | 1-0                                   | 7e                                    |
| 3                                     | 15 novembre 2023                      | Stade des Martyrs, Kinshasa, République démocratique du Congo | Mauritanie                            | V 2 - 0                               | Éliminatoires de la Coupe du monde 2026 | 81e                                   | du pied droit                         | 2-0                                   | 10e                                   |
| 4                                     | 9 septembre 2024                      | Bahir Dar Stadium (en), Baher Dar, Éthiopie                   | Éthiopie                              | V 2 - 0                               | Éliminatoires de la CAN 2025            | 62e                                   | du pied gauche                        | 0-1                                   | 23e                                   |
| 5                                     | 21 mars 2025                          | Stade des Martyrs, Kinshasa, République démocratique du Congo | Soudan du Sud                         | V 1 - 0                               | Éliminatoires de la Coupe du monde 2026 | 45+3e                                 | du pied gauche                        | 1-0                                   | 27e                                   |

## Palmarès

### En club
|  |  | SV Zulte Waregem - Coupe de Belgique : - Finaliste : 2014. |  | KRC Genk - Championnat de Belgique : - Vice-champion : 2021. - Coupe de Belgique (1) : - Vainqueur : 2021. - Supercoupe de Belgique (1) : - Vainqueur : 2019. - Finaliste : 2021. |